# El trío alegre
El trío alegre es una pintura al óleo de Judith Leyster en una colección privada. Fue considerado un trabajo de Frans Hals hasta 1903.

## Procedencia
La pintura estaba junto con otra obra de Leyster, La última gota en la colección de la casa de subastas/comerciante británico Sir George Donaldson (1845-1925) donde se documentó en 1903. Probablemente ambas formaban un pendant o pareja, pues se informa que tienen medidas similares.

Según Hofrichter, la escena muestra el tema de la 'alegre compañía' popular en el siglo XVII. Esta escena a la luz del día sirve como contraste de su pareja, un nocturno a la luz de las velas que advierte de los peligros del beber. Claramente, Leyster prefirió la escena diurna serena pero festiva, porque seleccionó al músico de la derecha para ilustrar su famoso autorretrato. Fue comprado en 1988 de la colección Noortman por el empresario holandés Eric Albada Jelgersma, y fue subastado en 2018.

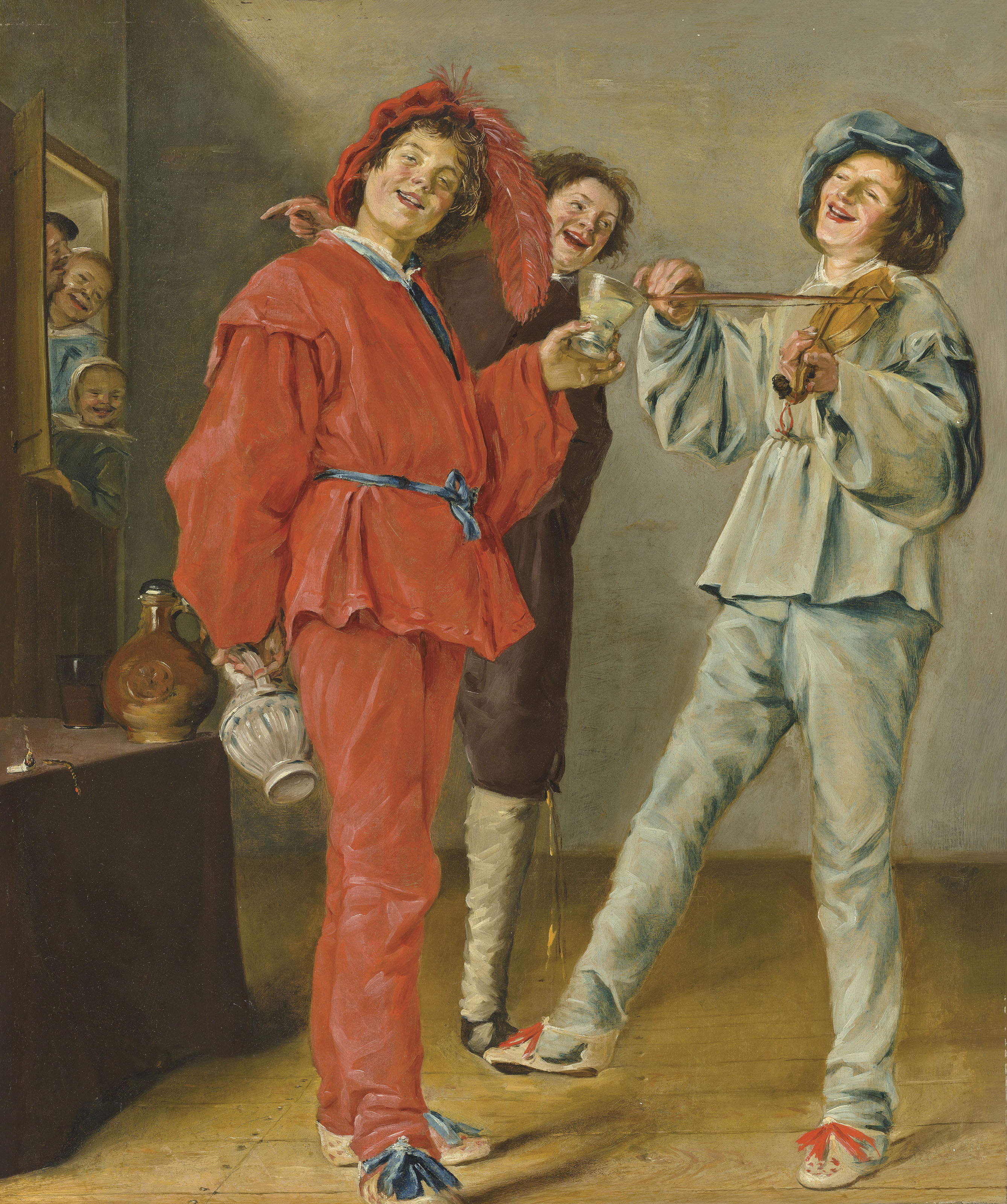
El trío alegre.
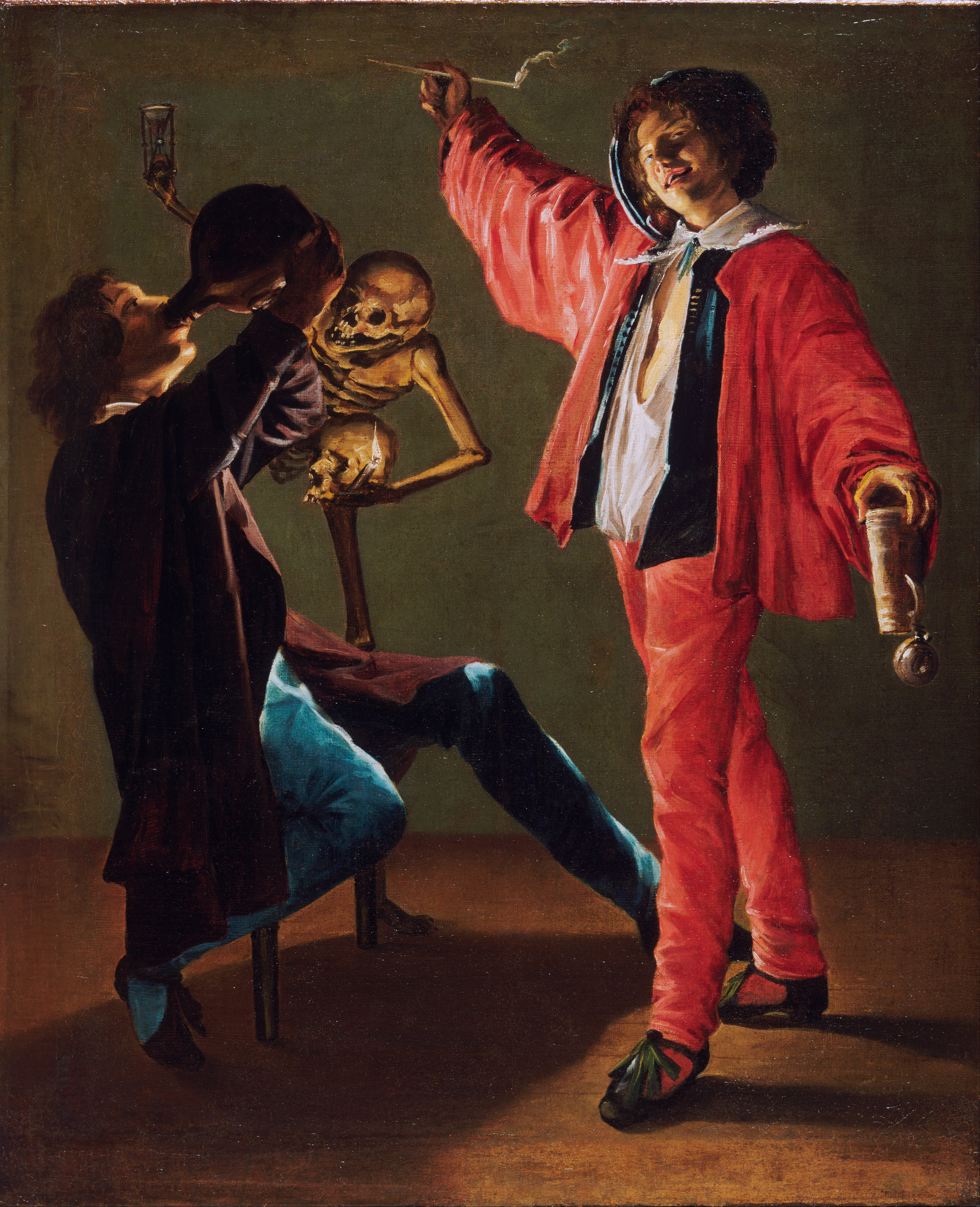
Su pareja, La última gota.
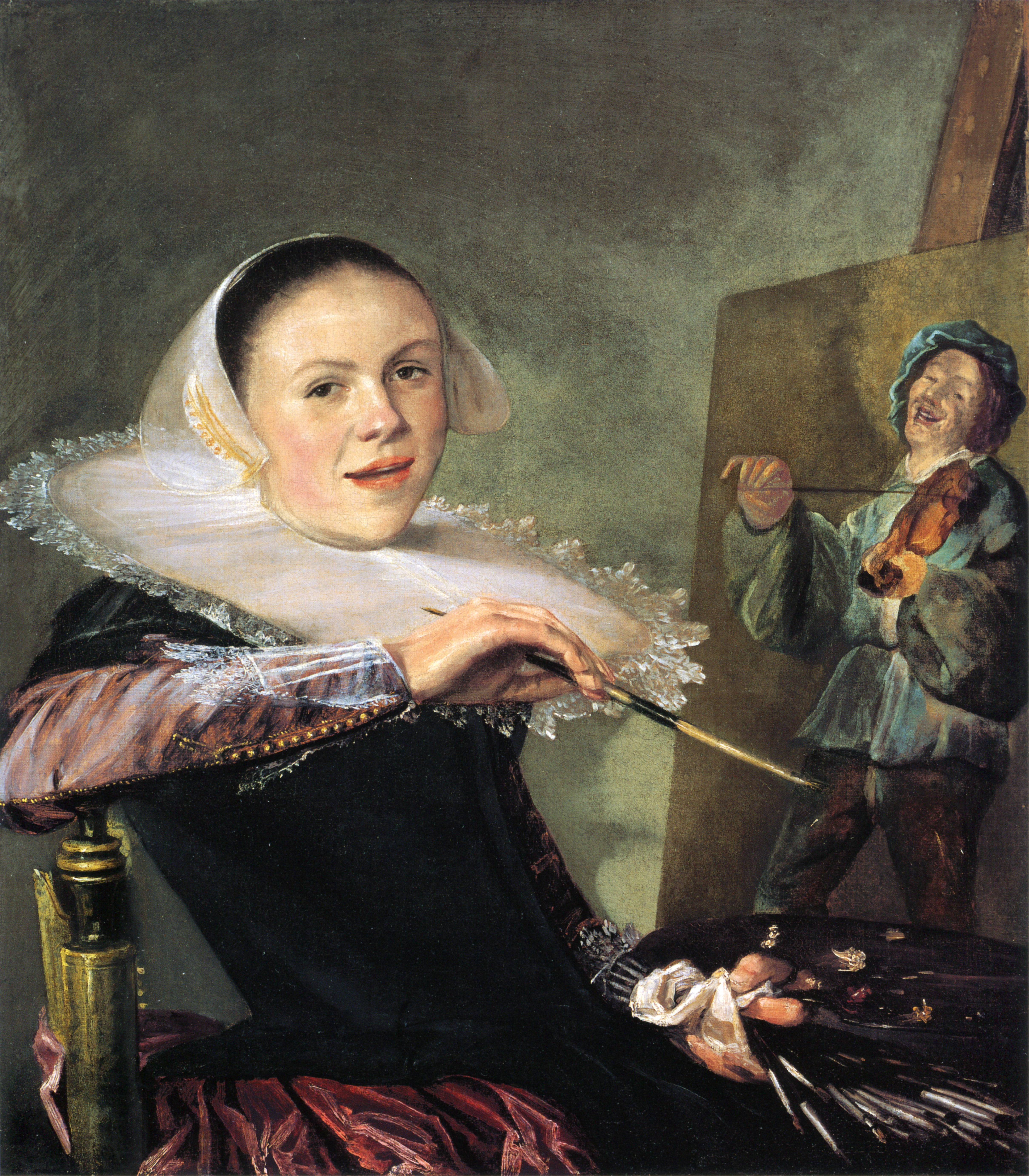
Autorretrato, con el violinista del trío alegre en el caballete.